# Steffen Wesemann
Steffen Wesemann (Wolmirstedt, 1971. március 11. –) német kerékpárversenyző. Az 1992. évi nyári olimpiai játékokon az országúti egyéni mezőnyverseny 30. helyén végzett. A Flandriai körverseny 2004-es győztese. A 2006-os Amstel Gold Race-en már svájci színekben indult, a második helyen végzett. 2008-ban visszavonult a versenyzéstől.

## Magánélete
Édesapja a korábban szintén olimpiai részt vevő kerékpáros Wolfgang Wesemann. 2005 szeptemberében kapta meg a svájci állampolgárságot.